# Sestrunj
Sestrunj (wł. Sestrugno) – wyspa w północnej Dalmacji, jedna z wysp Archipelagu Zadarskiego, położona na północny zachód od Zadaru i wyspy Ugljan, na północ od wyspy Dugi Otok i na południowy wschód od wyspy Molat. Jej linia brzegowa wynosi 29,35 km. Najwyższe wzniesienie na wyspie to Sridnji (stara nazwa: Obručar) (185 m n.p.m.). Na wyspie znajdują się pozostałości ilyryjskiego fortu i grobowców. W 2011 roku liczyła 48 mieszkańców.